# ZigZap
ZigZap – stacja telewizyjna adresowana do młodzieży w przedziale wiekowym 7–15 lat, dostępna na cyfrowej platformie satelitarnej Cyfra+. Na antenie kanału zobaczyć było można zarówno seriale animowane, jak i seriale aktorskie oraz autorskie programy twórców stacji. Canal+ Cyfrowy, w związku z zakończeniem emisji MiniMaxa, uruchomił 20 grudnia 2003 roku również osobną telewizję MiniMini+ dla najmłodszych widzów. Od 1 września 2001 roku w godzinach 20:00–00:00 lub 21:00–01:00 na częstotliwości ZigZapa nadawał kanał Hyper, poświęcony seriom anime oraz grom komputerowym. 1 października 2011 roku ZigZap zmienił swoją nazwę na teleTOON+.

## Historia stacji
| Historia stacji ZigZap | |
| Rok                    | Szczegóły |
| 2004                   | 16 października 2004 następuje rozpoczęcie emisji kanału ZigZap, zastępując kanał MiniMax. Premiery kreskówek: Klub Winx; Martin Tajemniczy; Mary-Kate i Ashley w akcji; Ralf, szczur rekordzista; Wymiar Delta pies rex. Premiery seriali: Dziewczyny i miłość; Lizzie McGuire; Radiostacja Roscoe.    |
| 2005                   | 24 marca 2005 ZigZap wydłużył czas swojej emisji do 15 godzin na dobę – 06:00–21:00. Do 23 marca 2005 kanał nadawał w godzinach 06:00–20:00. Premiery kreskówek: 6 w pracy; Titeuf; Kod Lyoko; Po prostu Jamie; Rodzina piratów. Premiery seriali: Gwiazda od zaraz; Klinika pod kangurem.              |
| 2006                   | Premiery kreskówek: Gruby pies Mendoza; Bratz; Ekstremalne kaczory; Friday Wear; Karol do kwadratu; Płaskmania; Trollz; Wybraniec smoka. Premiery seriali: Zoey 101; Degrassi; Szał na Amandę; To tylko gra.                                                                                            |
| 2007                   | Premiery kreskówek: Histeria; Ruby Gloom; Zakręceni gliniarze; Skyland: Początek Nowego Świata; Sówka; Freakazoid!; Młodzi mistrzowie Shaolin. Premiery seriali: Na wysokiej fali; Naturalnie; Sadie; Planeta Rocka; Zagubieni z lotu 29.                                                               |
| 2008                   | 14 lutego 2008 zmieniono logo i oprawę graficzną. Premiery kreskówek: W pułapce czasu; Generation O!; Sushi Pack; Spadkobiercy tytanów; Chaotic; Batman (1992); Lola i Virginia; Krasula i my; Freefonix; Tajna misja. Premiery seriali: Darcy: Życie na farmie; Derek kontra rodzinka; Odnaleźć Alice. |
| 2009                   | Premiery kreskówek: Animalia; Supa Strikas: Piłkarskie rozgrywki; Dex Hamilton – Kosmiczny entomolog; Lou!; SuperZeke; Batman (2004); Huntik: Łowcy tajemnic; Podcats; Strażnicy z Chinatown; Rahan: Syn czasów mroku. Premiery seriali: Co u Dani?; Sprawa oddalona; Pies, który mówi; Amika.          |
| 2010                   | Premiery kreskówek: Wakfu; Moje życie ze mną; Superszpiedzy; Baranek Shaun; Hot Wheels: Battle Force 5; Kapitan Biceps; Liga Złośliwców; Sally Bollywood; Antoś. Premiery seriali: Pamiętnik Sofii; Przypadki nastolatki; Pora na hit!.                                                                 |
| 2011                   | Premiery kreskówek: Gormiti; Tara Duncan. 30 września 2011 następuje zakończenie nadawania kanału ZigZap, a 1 października 2011 następuje rozpoczęcie nadawania kanału teleTOON+. |

## Programy

### Seriale animowane
| - 6 w pracy - Animalia - Antoś - Aparatka - Batman (1992) - Batman (2004) - Bratz - Chaotic - Cyberłowcy - Dex Hamilton – Kosmiczny entomolog - Dziewczyny, chłopaki - Dzika rodzinka - Ekstremalne kaczory - Fantometka - Freakazoid! - Freefonix - Generation O! - George Niewielki - Gormiti - Gruby pies Mendoza - Histeria - Hot Wheels: Battle Force 5 (pies rex zaginiony poliski dubbing) | - Huntik: Łowcy tajemnic - Jakub Jakub - Kapitan Biceps - Karol do kwadratu - Klub Winx - Kod Lyoko - Kosmiczni ścigacze - Krasula i my - Liga Złośliwców - Lola i Virginia - Lou! - Magiczny autobus - Martin Tajemniczy - Mary-Kate i Ashley w akcji - Młodzi mistrzowie Shaolin - Moje życie ze mną - Mowgli - Nieustraszeni ratownicy - Pełzaki - Pinky i Mózg - Płaskmania - Podcats - Po prostu Jamie - Rahan: Syn czasów mroku | - Ralf, szczur rekordzista - Rodzina piratów - Ruby Gloom - Sabrina - Sally Bollywood - Skyland: Początek Nowego Świata - Spadkobiercy tytanów - Strażnicy z Chinatown - Supa Strikas: Piłkarskie rozgrywki - Superszpiedzy - SuperZeke - Sushi Pack - Tajna misja - Tara Duncan - Titeuf - Trollz - Wakfu - Wybraniec smoka - Wymiar Delta - W pułapce czasu - Zakręceni gliniarze - Ziemniak – ostatnie starcie |

### Seriale fabularne
| - Amika - Brat i siostra - Co u Dani? - Darcy: Życie na farmie - Degrassi - Derek kontra rodzinka - Dziewczyna z oceanu - Dziewczyny i miłość - Gwiazda od zaraz - Kelly Osbourne w Japonii - Klinika pod kangurem | - Lizzie McGuire - Naturalnie, Sadie - Na wysokiej fali - Niefortunna czarownica - Odnaleźć Alice - Pamiętnik Sofii - Pies, który mówi - Planeta Rocka - Pod koszem - Pora na hit! - Przypadki nastolatki | - Radiostacja Roscoe - Sprawa oddalona - Szał na Amandę - Świat nonsensów u Stevensów - Świat Raven - Świat według Bindi - To tylko gra - Zagubieni z lotu 29 - Zoey 101 |

### Seriale krótkometrażowe
| - Baranek Shaun - Friday Wear - Imp | - Leon Nie-zawodowiec - Nastologia - Rudolf | - Sówka - Winx na koncercie |

### Programy autorskie
| - Adrenalina - Backstage - Brejk - Flipper Box - Krewni i znajomi królika | - Maqlatura - MUZZ UP - Przymierzalnia - Przymierzalnia Stajl - Szpieg w krainie gwiazd | - Trans sport - Wielka płyta - Zoom - Zwierzakowo - Z@p room |

## Pasmo dla starszych widzów
1 września 2008 na ZigZapie powstało pasmo przeznaczone dla starszych widzów telewizji, podczas którego emitowane były tylko programy aktorskie. Początkowo nadawało ono od 17:30 aż do końca programu, czyli 21:00 i miało oddzielne od reszty ZigZapa logo. 1 grudnia logo to zostało przeniesione także do tradycyjnego ZZ, a pasmo z serialami aktorskimi skróciło godziny emisji (oprócz piątków) i nadawało od 18:00, jednak 22 czerwca 2009 zostało ponownie skrócone. Emisja trwała od 19:30, a poszczególne seriale, które dotychczas nadawano w paśmie zostały rozmieszczone w czasie dnia w innych godzinach. W przerwach pomiędzy serialami emitowane były teledyski.
| - Amika - Co u Dani? - Darcy: Życie na farmie - Degrassi - Derek kontra rodzinka | - Dziewczyny i miłość - Gwiazda od zaraz - Naturalnie, Sadie - Na wysokiej fali - Odnaleźć Alice | - Sprawa oddalona - Świat Raven - Zoey 101 |

## O.TV
Od 6 października 2009 na antenie ZigZapa było emitowane pasmo O.TV Jerzego Owsiaka. Pasmo było emitowane w godzinach od 19:30 do 21:00. Pasmo zostało zdjęte z anteny 29 października 2010.